# Кордуанский маяк
Кордуанский маяк (фр. Phare de Cordouan) — маяк, расположенный в 7 км от берега на Кордуанском плато, в устье Жиронды, образованном слиянием Гаронны и Дордони, выходящих в Атлантический океан. В июле 2021 года внесён в список Всемирного наследия.
Маяк освещает и защищает морское движение в двух проходах, обеспечивающих доступ к устью рек: Большому Западному проходу, отмеченному ночью, который идёт вдоль северного берега от берега Кубра, и более узкому Южному проходу, который ночью не освещён. Высота маяка составляет 68 м, он является 10-м маяком по высоте в мире среди традиционных маяков.
Расположен в департаменте Жиронда региона Новая Аквитания, между городами Руайан, Во-сюр-Мер и Пуант-дё-Грав, и территориально относится к коммуне Вердон-сюр-Мер.
Маяк был построен в 1584—1611 годах. Является самым старым действующим маяком во Франции. Называемый иногда «Версаль моря», «маяк королей» или «король маяков», это первый маяк, классифицированный как исторический памятник Франции с 1862 года.
Управляется межрегиональным южноатлантическим морским управлением, чьи службы в Вердоне обеспечивают морскую сигнализацию и пропуска. С 2010 года управление и охрана участка обеспечивается Объединённым союзом по устойчивому развитию лимана Жиронды (SMIDDEST).

## История

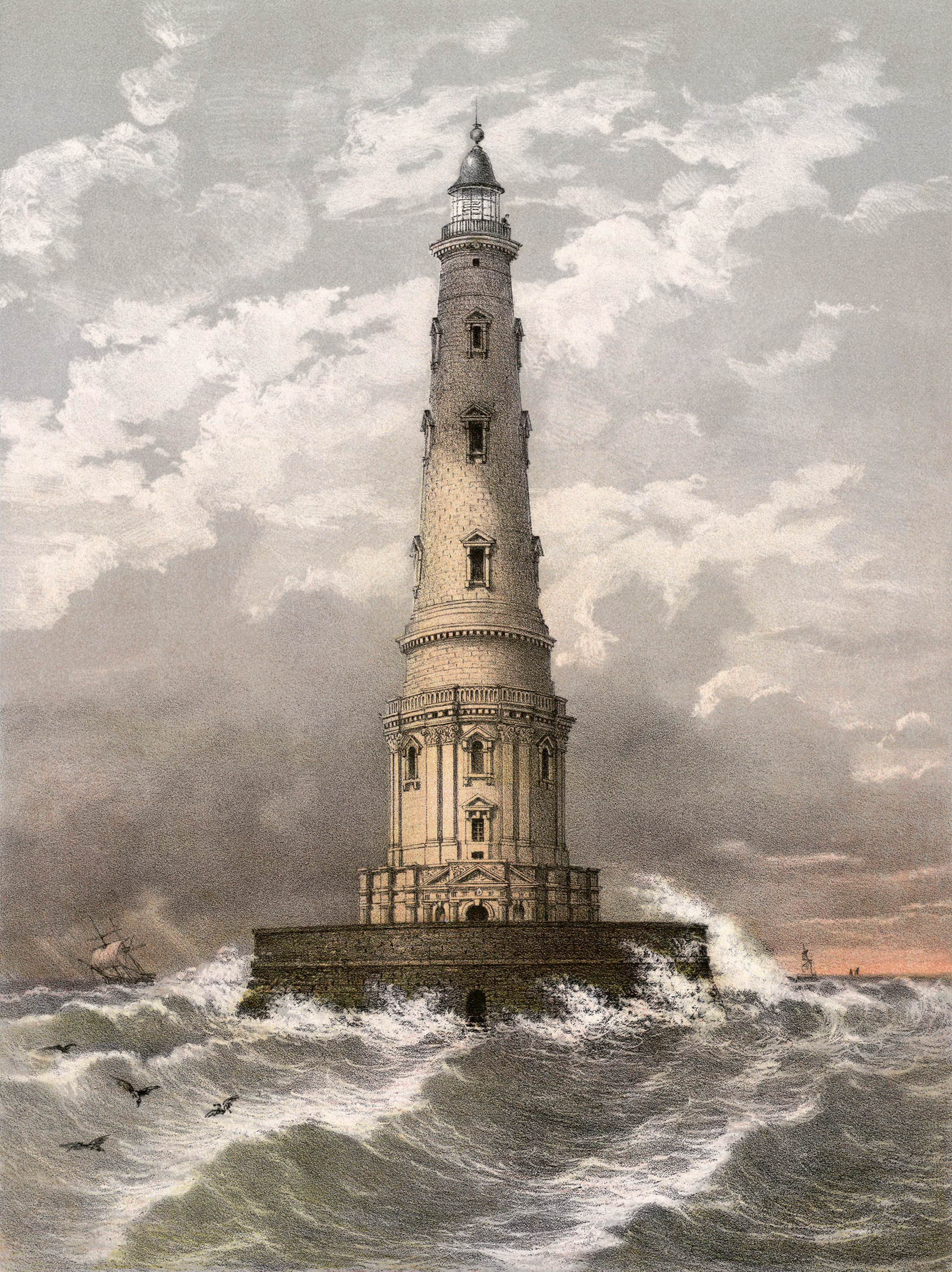
«Кордуанский маяк», Шарль Мерсеро (между 1853 и 1876)

Небольшие маяковые башни существовали на островке с 880 года, однако постоянное сооружение было построено в XIV веке старшим сыном короля Англии Эдуарда III Эдуардом, Чёрным принцем, когда область Гиень была английской провинцией. Была сооружена башня высотой 15 м с верхней платформой, где разводился дровяной огонь, при котором находился монах-смотритель. Проходящие корабли платили за проезд 2 гроута — первый известный пример сборов за маяк. Кроме башни на островке была построена небольшая часовня. Ко второй половине XVI века башня пришла в упадок, и возникшая опасность для судоходства стала угрожать торговле вином в Бордо. Это привело к строительству Кордуанского маяка в его нынешнем виде.